# José Luis Valiente
José Luis Valiente Giménez (Alzira, 18 maggio 1991) è un calciatore spagnolo, centrocampista svincolato.

## Statistiche

### Presenze e reti nei club
Statistiche aggiornate al 26 giugno 2022.
| Stagione                | Squadra                 | Campionato              | Campionato | Campionato | Coppe nazionali | Coppe nazionali | Coppe nazionali | Coppe continentali | Coppe continentali | Coppe continentali | Altre coppe | Altre coppe | Altre coppe | Totale | Totale |
| Stagione                | Squadra                 | Comp                    | Pres       | Reti       | Comp            | Pres            | Reti            | Comp               | Pres               | Reti               | Comp        | Pres        | Reti        | Pres   | Reti   |
| ----------------------- | ----------------------- | ----------------------- | ---------- | ---------- | --------------- | --------------- | --------------- | ------------------ | ------------------ | ------------------ | ----------- | ----------- | ----------- | ------ | ------ |
| 2014-2015               | Olímpic Xàtiva          | SDB                     | 33         | 3          |                 | -               | -               |                    | -                  | -                  |             | -           | -           | 33     | 3      |
| 2015-2016               | Levante B               | SDB                     | 34         | 0          |                 | -               | -               |                    | -                  | -                  |             | -           | -           | 34     | 0      |
| 2016-2017               | Lleida                  | SDB                     | 36         | 0          | CR              | 2               | 0               |                    | -                  | -                  |             | -           | -           | 38     | 0      |
| 2017-2018               | Lleida                  | SDB                     | 35         | 0          | CR              | 6               | 0               |                    | -                  | -                  |             | -           | -           | 41     | 0      |
| Totale Lleida Esportiu  | Totale Lleida Esportiu  | Totale Lleida Esportiu  | 71         | 0          |                 | 8               | 0               |                    | -                  | -                  |             | -           | -           | 79     | 0      |
| 2018-2019               | Asteras Tripolīs        | SL                      | 25         | 2          | CG              | 8               | 3               | UEL                | 1                  | 0                  |             | -           | -           | 34     | 5      |
| 2019-2020               | Asteras Tripolīs        | SL                      | 25+2       | 0          | CG              | 1               | 0               |                    | -                  | -                  |             | -           | -           | 28     | 0      |
| 2020-2021               | Asteras Tripolīs        | SL                      | 23+9       | 0          | CG              | 2               | 0               |                    | -                  | -                  |             | -           | -           | 34     | 0      |
| 2021-2022               | Asteras Tripolīs        | SL                      | 24+6       | 1+0        | CG              | 1               | 0               |                    | -                  | -                  |             | -           | -           | 31     | 1      |
| Totale Asteras Tripolīs | Totale Asteras Tripolīs | Totale Asteras Tripolīs | 114        | 3          |                 | 12              | 3               |                    | 1                  | 0                  |             | -           | -           | 127    | 6      |
| Totale carriera         | Totale carriera         | Totale carriera         | 252        | 6          |                 | 20              | 3               |                    | 1                  | 0                  |             | -           | -           | 273    | 9      |